# Kamala Sinha
Kamala Sinha (Dhaka, 30 september 1932 – Syracuse, 31 december 2014) was een Indiaas politicus en diplomaat. Ze was ambassadeur in Suriname en Barbados.

## Biografie
Sinha werd in 1932 in Dhaka geboren, toen Indiaas en sinds de onafhankelijkheid in 1947 een deel van Bangladesh. Ze is een achternicht van Syama Prasad Mukherjee die de politieke partij Jan Sangh oprichtte. Ze was getrouwd met Basawon Singh, een revolutionair, nationalist, socialist, vakbondsman en de eerste leider van de oppositie in Bihar.
Ze diende van 1972 tot 1984 twee termijnen lang in de Senaat (legislative council) van Bihar en vervolgens van 1990 tot 2000 twee termijnen in de Rajya Sabha (senaat op landelijk niveau). Ze was lid van verschillende commissies.
Tijdens de jaren van de protestbeweging van JP (Jayaprakash Narayan) werd ze vastgehouden op grond van de Wet op het Behoud van de Interne Veiligheid (MISA). Zij was gedurende meerdere jaren als eerste vrouw de voorzitter van de centrale vakbondsfederatie Hind Mazdoor Sabha en reisde in verschillende functies veel over de hele wereld.
Van 2000 tot 2002 diende ze als ambassadeur van Suriname en daarna van Barbados. 
Zij was tevens minister van Staat (junior minister met zelfstandige verantwoordelijkheid) voor Buitenlandse Zaken in het kabinet van Inder Kumar Gujral.